# Moho River
Moho River är ett vattendrag i Belize och Guatemala.